# Furkan Çil
Furkan Çil (* 16. Juli 1993 in Balıkesir) ist ein türkischer Fußballspieler.

## Karriere
Çil spielte für die Nachwuchsabteilungen von Balıkesir Harb-iş SK und Balıkesirspor. Bei letzterem Verein erhielt er 2010 einen Profivertrag und spielte eineinhalb Saisons für die Profimannschaft. Anschließend folgte eine halbjährige Leihspielerzeit beim Viertligisten Keçiören Sportif. In der Saison 2012/13 wurde er im Kader behalten und stieg in dieser Saison mit seinem Team in die TFF 1. Lig auf. Anschließend wurde er vier Spielzeiten lang in jeder Saison an einen anderen Verein der unteren Profiligen ausgeliehen.

## Erfolge
Mit Balıkesirspor
- Meister der TFF 2. Lig und Aufstieg in die TFF 1. Lig: 2012/13